# Maison du Futur Monsanto
La Maison du Futur Monsanto (Monsanto House of the Future) était une attraction de Tomorrowland à Disneyland en Californie. Elle fut ouverte de 1957 à 1967 et commanditée par Monsanto, dont le domaine d'activité principal était alors la production de plastique.

## L'attraction
L'attraction proposait une visite d'une maison futuriste, prétendument en l'année 1986. La maison était située à l'entrée de Tomorowland devant le bâtiment nord à proximité du château. Elle se présentait sous la forme d'une croix latine (un "+") sur pilotis. Un jardin avec un bassin était situé sous la maison.
L'intégralité de l'ossature de la maison était en plastique et l'intérieur présentait des objets révolutionnaires, tels que le four à micro-ondes ou les écrans plats de télévision (qui étaient non fonctionnels à l'époque).
Avec l'ouverture en 1959 de Matterhorn Bobsleds, juste derrière, la vue de la maison se découpant devant la réplique du Cervin était devenue un « incontournable» des photographes amateurs.
La maison a survécu à la nouvelle version de Tomorrowland en 1967, mais elle a fermé peu de temps après, car Monsanto a préféré financer une nouvelle attraction : Adventure Thru Inner Space.
Contrairement à ce qui était avancé dans l'attraction, la maison mit deux semaines à être détruite et non pas une journée. Les ouvriers durent découper le plastique à la tronçonneuse et la légende voudrait que la boule de destruction ait rebondi sur la maison sans la détruire.
À la fermeture de l'attraction, seuls le jardin et le bassin furent conservés et transformés en un lieu de repos dans le parc. La proximité du Matterhorn donna le nom du lieu Alpine Gardens.
En 1995, le site a été remplacé par le bassin du Roi Triton avec la Petite Sirène, zone nommée Triton Gardens ouverte en février 1996.
- Ouverture : 12 juin 1957[1]
- Fermeture : décembre 1967[1]
- Type d'attraction : exposition sur le futur
- Localisation : 33° 48′ 45″ N, 117° 55′ 06″ O
- Attractions suivantes :
  - Alpine Gardens, un jardin alpin au pied du Matterhorn Bobsleds
  - King Triton Gardens and Fountain, une fontaine et un jardin sur le thème de la Petite Sirène